# Afrogamasellus muhiensis
Afrogamasellus muhiensis är en spindeldjursart som beskrevs av Loots 1969. Afrogamasellus muhiensis ingår i släktet Afrogamasellus och familjen Rhodacaridae. Inga underarter finns listade i Catalogue of Life.